# Peter Kotte
Peter Kotte (né le 8 décembre 1954) est un footballeur est-allemand des années 1970.

## Biographie
En tant qu'attaquant, Peter Kotte est international est-allemand à 21 reprises (1976-1980) pour trois buts inscrits. Sa première sélection est honorée à Cottbus le 21 avril 1976 contre l'Algérie, où il inscrit deux buts dans ce match. Il inscrit aussi un but contre la Turquie, dans les éliminatoires de la Coupe du monde 1978. Sa dernière sélection est honorée le 19 novembre 1980 à Halle, contre la Hongrie.
Il joue au SG Dynamo Dresde de 1973 à janvier 1981, remportant une coupe de RDA en 1977 et trois DDR-Oberliga. Mais au retour d'une tournée en Argentine, en janvier 1981, lui, Gerd Weber et Matthias Müller sont arrêtés à l'aéroport de Dresde par la Stasi. À la suite de son arrestation, il lui est interdit de jouer au football mais on l'autorise plus tard en 1982-1983 à ne rejouer qu'au niveau amateur, et plus précisément en troisième division est-allemande avec Fortschritt Neustadt (de), mais il arrête en 1984. De nos jours, il entraîne les jeunes du Dynamo Dresde.

## Clubs
- 1973-janvier 1981 :  SG Dynamo Dresde
- 198.-1984 :  Fortschritt Neustadt (de)

## Palmarès
- Coupe d'Allemagne de l'Est de football
  - Vainqueur en 1977
  - Finaliste en 1975 et en 1978
- Championnat de RDA de football
  - Champion en 1976, en 1977 et en 1978
  - Vice-champion en 1979 et en 1980